# FMA IA 50 グアラニ II
FMA IA 50 グアラニ II
1966年のパリ航空ショーでのIA 50 グアラニ II
- 用途：汎用機
- 製造者：FMA（Fábrica Militar de Aviones）
- 運用者：アルゼンチン空軍
- 初飛行：1963年4月26日
- 生産数：試作機3機+量産型32機
- 運用開始：1966年
- 退役：2007年1月7日

FMA IA 50 グアラニ II（I.A. 50 Guarani II）は、アルゼンチンのDINFIA（航空技術研究所：Instituto Aerotecnicoの後身）で1960年代初めに開発された汎用機である。

## 歴史
グアラニ I（Guarani I）という名で知られる双発の小型輸送機がDINFIA IA 35 ワッケーロから開発され、1962年2月6日に初飛行を行った。この機種の設計はワッケーロを洗練したものであり、構造の20%を踏襲し全金属性の主翼を有していた。グアラニ Iは更に開発が進められ、後退角をつけられた単垂直尾翼と短くされた後部胴体を持つグアラニ IIとなった。また、エンジンはより高出力のチュルボメカ バスタン VIA ターボプロップエンジンを装備していた。胴体は、四角断面のセミモノコック構造で、直線翼の主翼と後退角を持つ垂直尾翼を備えていた。試作機は、1963年4月26日に初飛行を行った。
1965年6月にグアラニ IIの試作機（シリアルナンバー：TX-01）がフランス、ル・ブルジェで開催されたパリ航空ショーに展示され、その後評価試験を受けるためにイストルにあるCEV（"Centre d'Essays en Vol"：中央試験センター）に運ばれた。そこで合計200時間の試験を受けた後、1966年2月にアルゼンチンのFMAまで自力で帰り、大西洋を横断したラテンアメリカで製造された最初の航空機となった。
最後まで飛行していた機体は、エントレ・リオス州パラナの第2航空旅団（II Brigada Aérea）で2006年に退役し、現在はマロン基地にあるアルゼンチン空軍の博物館（スペイン語: Museo Nacional de Aeronautica）に保管されている。

## 運用
- アルゼンチン空軍
- アルゼンチン連邦警察
- 連邦刑務所管理局
- エントレ・リオス県航空（Líneas Aéreas Provinciales de Entre Ríos）
- コルドバ州政府
- サルタ州政府
- 厚生省（Ministerio de Bienestar Nacional）

## Specifications
(IA 50) Jane's All The World's Aircraft 1965-66 
- 乗員：2名
- 旅客数：15名
- 搭載量：1,810kg（2,600lb）
- 全長：14.86m（48ft 9in）
- 全幅：19.53m（64ft 1in）
- 全高：5.81m（19ft 0¾in）
- 翼面積：41.81m²（450ft²）
- 空虚重量：3,924kg（8,650lb）
- 最大離陸重量：7,120kg（15,700lb）
- エンジン：2×チュルボメカ バスタン VIA ターボプロップエンジン、694kW（930shp）
- 超過禁止速度：515km/h（278knots, 320mph）
- 最大速度：500km/h（270knots, 311mph）
- 巡航速度：450km/h（243knots, 280mph）（経済巡航）
- 失速速度：145km/h（78knots, 90mph）
- 巡航高度：12,500m（41,010 ft）
- 航続距離：1,995km（1,078nmi, 1,240mi）
- 上昇率：13.4m/s（2,640ft/min）